# Димировка
Димировка (укр. Димирівка) — село в Прилукском районе Черниговской области Украины. Население — 36 человек. Занимает площадь 0,47 км².
Код КОАТУУ: 7424180304. Почтовый индекс: 17526. Телефонный код: +380 4637.

## Власть
Орган местного самоуправления — Белоречицкий сельский совет. Почтовый адрес: 17526, Черниговская обл., Прилукский р-н, с. Белоречица, пер. Победы, 5.